# Чемпионат Азии по софтболу среди женщин 1967
1-й Чемпионат Азии по софтболу среди женщин 1967 проводился в городе Манила (Филиппины) с участием 3 команд.
На Филиппинах и в городе Манила женский чемпионат Азии проводился впервые.
Чемпионами Азии (впервые в своей истории) стала сборная Японии, победив в финале сборную Филиппин. Третье место заняла сборная Китайского Тайбэя (Тайваня).

## Итоговая классификация
| Место | Команда          | И | В | П |
| ----- | ---------------- | - | - | - |
| 1     | Япония           |   |   |   |
| 2     | Филиппины        |   |   |   |
| 3     | Китайский Тайбэй |   |   |   |